# Кемербастау
Кемербастау (каз. Кемербастау) — село в Тюлькубасском районе Туркестанской области Казахстана. Административный центр Кемербастауского сельского округа. Код КАТО — 516049100.

## Население
В 1999 году население аула составляло 817 человек (413 мужчин и 404 женщины). По данным переписи Казахстана 2021 года в ауле проживало 975 человек (482 мужчина и 493 женщина)